# Shawn Beveney
Shawn Beveney (Georgetown, 27 marzo 1982) è un ex calciatore guyanese, di ruolo centrocampista.

## Carriera

### Club
Tra il 1999 ed il 2005 ha giocato in patria in prima divisione con le Western Tigers, per poi nel 2006 passare al Port of Spain nella prima divisione di Trinidad e Tobago. Successivamente si è trasferito in Inghilterra, dove ha trascorso il quadriennio compreso tra il 2006 ed il 2010 giocando a livello semiprofessionistico con vari club della Greater London, vincendo anche un campionato di sesta divisione (categoria in cui ha principalmente militato) con la maglia del Lewes. Tra il 2010 ed il 2012 (fatta eccezione per un breve intermezzo sempre in Inghilterra nel 2011) ha invece giocato nuovamente nella prima divisione di Trinidad e Tobago, questa volta con il Morvant Caledonia Utd, per poi dopo una fugace parentesi (4 presenze ed un gol) nella prima divisione giamaicana con il Montego Bay Utd giocare per un ulteriore triennio in Inghilterra a livello semiprofessionistico, ritirandosi nel 2015, all'età di 33 anni.

### Nazionale
Tra il 2004 ed il 2012 ha totalizzato complessivamente 37 presenze e 7 reti con la maglia della nazionale guyanese.

## Palmarès

### Giocatore

#### Competizioni nazionali
- Conference League South: 1

Lewes: 2007-2008
- Trinidad & Tobago FA Cup: 1

Morvant Caledonia Utd: 2011-2012
- Coppa di Lega di Trinidad e Tobago: 1

Morvant Caledonia Utd: 2012
- Guyana Mayor's Cup: 1

Morvant Caledonia Utd: 2012